# Nathan Lane
Nathan Lane, pseudonimo di Joseph Lane (Jersey City, 3 febbraio 1956), è un attore statunitense attivo in campo teatrale, televisivo e cinematografico. Noto al grande pubblico per aver prestato la voce a Timon ne Il re leone, Lane è uno dei più apprezzati attori di prosa e di musical a Broadway e a Londra, e per le sue interpretazioni teatrali ha vinto tre Tony Award, sette Drama Desk Award, un Premio Emmy e un Laurence Olivier Award al miglior attore in un musical.

## Biografia
È nato nel New Jersey, figlio di genitori cattolici irlandesi-americani. Il padre Daniel era un camionista e aspirante tenore, morto a causa dei problemi di alcolismo quando Lane aveva undici anni; la madre Nora era una casalinga affetta da psicosi maniaco-depressiva, deceduta nel 2000.
Nel corso degli anni è diventato un affermato interprete teatrale, lavorando principalmente in musical portati in scena a Broadway, per i quali si è guadagnato tre Tony Awards. Al cinema debutta nel 1987 nel film Ironweed di Héctor Babenco, successivamente partecipa ai film Joe contro il vulcano, Paura d'amare e La famiglia Addams 2. Nel 1996 è protagonista al fianco di Robin Williams in Piume di struzzo, remake statunitense de Il vizietto, in cui ricopre il ruolo che fu di Michel Serrault.
L'attore è noto per aver prestato la voce al personaggio di Timon ne Il re leone della Disney e ai suoi successivi seguiti. Nel 1997 è uno degli interpreti del film per famiglie Un topolino sotto sfratto, mentre nel 1999 presta la sua voce per il film a tecnica mista Stuart Little - Un topolino in gamba e al suo seguito del 2002, Stuart Little 2.
Dopo aver partecipato ai film Austin Powers in Goldmember e Appuntamento da sogno!, lavora con Matthew Broderick in The Producers - Una gaia commedia neonazista, commedia che aveva già rappresentato a teatro. Negli anni 2010 è tornato a Broadway con il musical La famiglia Addams (2011), a cui è seguita un'acclamata interpretazione nella commedia drammatica The Nance (2013; candidato al Tony Award al miglior attore protagonista in un'opera teatrale) ed Angels in America - Fantasia gay su temi nazionali, per cui ha vinto il Tony Award al miglior attore non protagonista in un'opera teatrale nel 2017.

## Vita privata
È dichiaratamente omosessuale e ha sposato il 17 novembre 2015 il produttore teatrale Devlin Elliott, al quale era legato da 18 anni.

## Filmografia

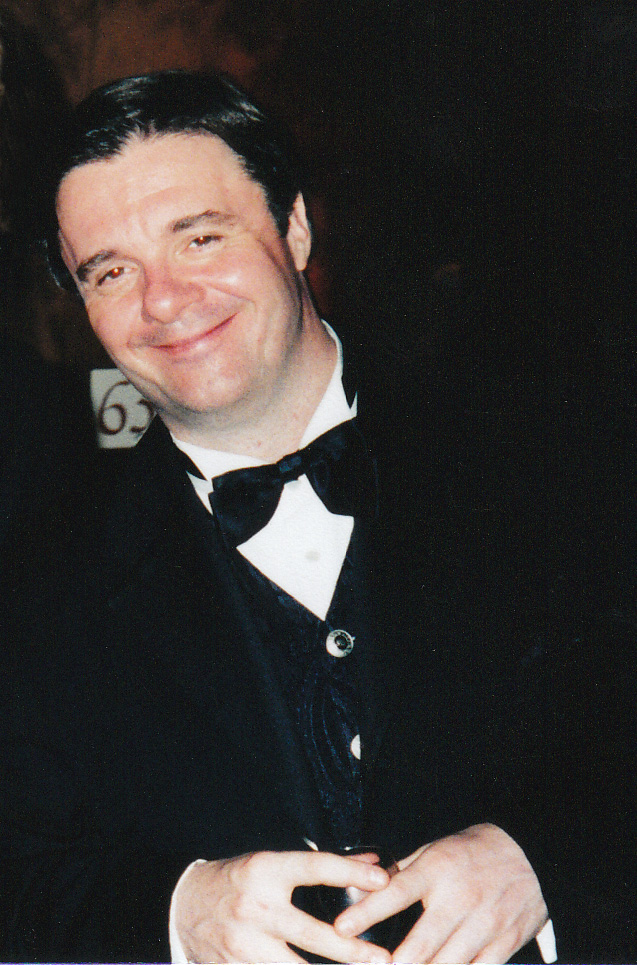
Nathan Lane ai Premi Emmy 1998

### Attore

#### Cinema
- Ironweed, regia di Héctor Babenco (1987)
- Joe contro il vulcano (Joe Versus the Volcano), regia di John Patrick Shanley (1990)
- Dice lui, dice lei (He Said, She Said), regia di Ken Kwapis (1991)
- Paura d'amare (Frankie and Johnny), regia di Garry Marshall (1991)
- Cercasi superstar (Life with Mikey), regia di James Lapine (1993)
- La famiglia Addams 2 (Addams Family Values), regia di Barry Sonnenfeld (1993)
- Jeffrey, regia di Christopher Ashley (1995)
- Piume di struzzo (The Birdcage), regia di Mike Nichols (1996)
- Un topolino sotto sfratto (Mousehunt), regia di Gore Verbinski (1997)
- A prima vista (At First Sight), regia di Irwin Winkler (1999)
- Pene d'amor perdute (Love's Labour's Lost), regia di Kenneth Branagh (2000)
- Trixie, regia di Alan Rudolph (2000)
- Austin Powers in Goldmember, regia di Jay Roach (2002)
- Nicholas Nickleby, regia di Douglas McGrath (2002)
- Appuntamento da sogno! (Win a Date with Tad Hamilton!), regia di Robert Luketic (2004)
- The Producers - Una gaia commedia neonazista (The Producers), regia di Susan Stroman (2005)
- Swing Vote - Un uomo da 300 milioni di voti (Swing Vote), regia di Joshua Michael Stern (2008)
- Joaquin Phoenix - Io sono qui! (I'm Still Here), regia di Casey Affleck (2010)
- Lo schiaccianoci (The Nutcracker in 3D), regia di Andrey Konchalovsky (2010)
- Biancaneve (Mirror Mirror), regia di Tarsem Singh (2012)
- The English Teacher, regia di Craig Zisk (2013)
- Carrie Pilby, regia di Susan Johnson (2016)
- The Vanishing of Sidney Hall, regia di Shawn Christensen (2017)
- Beau ha paura (Beau Is Afraid), regia di Ari Aster (2023)

#### Televisione
- Un ragazzo come noi (One of the Boys) – serie TV, 13 episodi (1982)
- Sex and the City – serie TV, episodio 5x08 (2002)
- The Good Wife – serie TV, 15 episodi (2013-2014)
- The Money, regia di Justin Chadwick – film TV (2014)
- Modern Family – serie TV, 10 episodi (2010-2019)
- American Crime Story – serie TV, 10 episodi (2016)
- The Blacklist – serie TV, episodio 5x11 (2018)
- Penny Dreadful: City of Angels – serie TV, 10 episodi (2020)
- Only Murders in the Building – serie TV, 7 episodi (2021-2022)
- The Gilded Age – serie TV, 13 episodi (2022-2025)
- Monster – serie TV, 5 episodi (2024)
- Elsbeth – serie TV, episodio 2x01 (2024)
- Mid-Century Modern – serie TV, 10 episodi (2025)

### Doppiatore
- Il re leone (The Lion King) (1994)
- Timon e Pumbaa - serie animata, 10 episodi (1995)
- Il re leone II - Il regno di Simba (1998)
- Stuart Little - Un topolino in gamba (1999)
- Titan A.E. (2000)
- House of Mouse - Il Topoclub – serie TV, 2 episodi (2001)
- Stuart Little 2 (2002)
- Il re leone 3 - Hakuna Matata (2004)
- Astro Boy (2009)
- Spellbound - L'incantesimo (Spellbound), regia di Vicky Jenson (2024)

## Teatro (parziale)
- Sogno di una notte di mezza estate di William Shakespeare. Off Broadway di New York (1978)
- Present Laughter di Noel Coward, regia di George C. Scott. Circle in the Square di New York (1982)
- Merlin, colonna sonora di Elmer Bernstein, libretto di William Link, versi di Don Black, regia di Ivan Reitman. Mark Hellinger Theatre di New York (1983)
- Love colonna sonora di Howard Marren, libretto di Jeffrey Sweet, parole di Susan Birkenhead. Audrey Wood Theatre di New York (1984)
- Ella si umilia per vincere (She Stoops to Conquer) di Oliver Goldsmith, regia di Daniel Gerroll. Triplex Theater di New York (1984)
- Misura per misura (Measure for Measure) di William Shakespeare, regia di Joseph Papp. Delacorte Theater di New York (1985)
- Il vento tra i salici (Wind in the Wollows), libretto di Jane Iredale, colonna sonora di William Perry, versi di Roger McGough, dal romanzo di Kenneth Grahame. Nederlander Theatre di New York (1985)
- The Common Pursuit, scritto e diretto da Simon Gray. Promenade Theatre di New York (1986)
- Claptrap di Ken Friedman, regia di David Trainer. Manhattan Theatre Club Stage 1 di New York (1987)
- The Film Society di Jon Robin Baitz, regia di John Tillinger. McGinn-Cazale Theatre di New York (1988)
- In a Pig's Valise, colonna sonora di August Darnell, libretto di Eric Overmyer. McGinn-Cazale Theatre di New York (1989)
- The Lisbon Traviata di Terrence McNally, regia di John Tillinger. Manhattan Theatre Club e Promenade Theatre di New York (1989)
- Assassins, colonna sonora di Stephen Sondheim, libretto di George Furth. Playwrights Horizons di New York (1989)
- Bad Habits di Terrence McNally, regia di Paul Benedict. Manhattan Theatre Club Stage 1 di New York (1990)
- Some Americans Abroad di Richard Nelson, regia di Roger Michell. Vivian Beaumont Theatre di New York (1990)
- Lips Together, Teeth Apart di Terrence McNally, regia di John Tillinger. Manhattan Theatre Club Stage 1 di New York (1991)
- On Borrowed Time di Paul Osborn. Circle in the Square Theatre di New York (1991)
- Guys and Dolls, libretto di Abe Burrows e Jo Swerling, colonna sonora di Frank Loesser, regia di Jerry Zaks. Martin Beck Theatre di New York (1992)
- Laughter on the 23rd Floor di Neil Simon, regia di Jerry Zaks. Richard Rodgers Theatre di New York (1993)
- Love! Valour! Compassion! di Terrence McNally, regia di Joe Mantello. Manhattan Theatre Club di New York (1994)
- Love! Valour! Compassion! di Terrence McNally, regia di Joe Mantello. Walter Kerr Theatre di New York (1995)
- A Funny Thing Happened on the Way to the Forum, colonna sonora di Stephen Sondheim, libretto di Burt Shevelove, regia di Jerry Zaks. Teatro Saint-James di New York (1996)
- Mizlansky/Zilinsky or "Schmucks" di Jon Robin Baitz, regia di Joe Mantello. Manhattan Theatre Club Stage 1 di New York (1998)
- Do Re Mi, libretto di Garson Kanin, colonna sonora di Jule Styne, versi di Adolph Green e Betty Comden, regia di John Rando. City Center Encores! di New York (1999)
- Wise Guys, colonna sonora di Stephen Sondheim, libretto di John Weidman, regia di Sam Mendes. New York Theatre Workshop di New York (1999)
- The Frogs, colonna sonora di Stephen Sondheim, libretto di Burt Shevelove, dalla commedia di Aristofane, regia di Kathleen Marshall. Biblioteca del Congresso di Washington (2000)
- The Man Who Came to Dinner di George S. Kaufman e Moss Hart, regia di Scott Ellis. American Airlines Theatre di New York (2000)
- The Producers, colonna sonora, musica e libretto di Mel Brooks, regia di Susan Stroman. Teatro Saint-James di New York (2001)
- The Play What I Wrote di Eddie Braben, regia di Kenneth Branagh. Lyceum Theatre di New York (2003)
- Trumbo: Red White and Blacklisted, regia di Christopher Trumbo, regia di Peter Askin. Westside Theatre di New York (2003)
- Butley di Simon Gray, regia di Nicholas Martin. Huntington Theatre di Boston (2003)
- The Producers, colonna sonora, musica e libretto di Mel Brooks, regia di Susan Stroman. Teatro Saint-James di New York (2004)
- The Frogs, colonna sonora di Stephen Sondheim, libretto di Burt Shevelove, dalla commedia di Aristofane, regia di Susan Stroman. Vivian Beaumont Theatre di New York (2004)
- The Producers, colonna sonora, musica e libretto di Mel Brooks, regia di Susan Stroman. Theatre Royal Drury Lane di Londra (2004)
- Dedication or The Stuff of Dreams, di Terrence McNally, regia di Michael Morris. 59E59 Theatres di New York (2005)
- La strana coppia (The Odd Couple) di Neil Simon, regia di Joe Mantello. Brooks Atkinson Theatre di New York (2005)
- Butley di Simon Gray, regia di Nicholas Martin. Booth Theatre di New York (2006)
- November di David Mamet, regia di Joe Mantello. Ethel Barrymore Theatre di New York (2008)
- Aspettando Godot (En Attendant Godot) di Samuel Beckett, regia di Anthony Page. Studio 54 di New York (2009)
- The Addams Family, libretto di Marshall Brickman e Rick Elice, colonna sonora di Andrew Lippa. Lunt-Fontanne Theatre di New York (2010)
- The Iceman Cometh di Eugene O'Neill, regia di Robert Falls. Goodman Theatre di Chicago (2012)
- The Nance di Douglas Carter Beane, regia di Jack O'Brien. Lyceum Theatre di New York (2013)
- It's Only a Play di Terrence McNally, regia di Jack O'Brien. Bernard B. Jacobs Theatre di New York (2014)
- The Iceman Cometh, di Eugene O'Neill, regia di Robert Falls. Brooklyn Academy of Music di New York (2015)
- White Rabbit Red Rabbit di Nassim Soleimanpour. Westside Theatre di New York (2016)
- The Front Page di Ben Hecht e Charles MacArthur, regia di Jack O'Brien. Broadhurst Theatre di New York (2016)
- Angels in America - Fantasia gay su temi nazionali di Tony Kushner, regia di Marianne Elliott. Royal National Theatre di Londra (2017)
- Angels in America - Fantasia gay su temi nazionali di Tony Kushner, regia di Marianne Elliott. Neil Simon Theatre di New York (2018)
- Gary: A Sequel to Titus Andronicus di Taylor Mac, regia di George C. Wolfe. Booth Theatre di New York (2019)
- Pictures From Home di Sharr White, regia di Bartlett Sher. Studio 54 di Broadway (2023)

## Riconoscimenti
- Tony Award
  - 1992 – Candidatura Miglior attore protagonista in un musical per Guys and Dolls
  - 1996 – Miglior attore protagonista in un musical per A Funny Thing Happened on the Way to the Forum
  - 2001 – Miglior attore protagonista in un musical per The Producers
  - 2013 – Candidatura Miglior attore protagonista in un'opera teatrale per The Nance
  - 2017 – Candidatura Miglior attore non protagonista in un'opera teatrale per The Front Page
  - 2018 – Miglior attore non protagonista in un'opera teatrale per Angels in America
- Golden Globe
  - 1997 – Candidatura Miglior attore in un film commedia o musicale per Piume di struzzo
  - 2006 – Candidatura Miglior attore in un film commedia o musicale per ''The Producers - Una gaia commedia neonazista
- Emmy Award
  - 1995 – Candidatura al miglior attore guest star in una serie commedia per Frasier
  - 1998 – Candidatura Miglior attore guest star in una serie commedia per Innamorati pazzi
  - 2011 – Candidatura Miglior attore guest star in una serie commedia per Modern Family
  - 2013 – Candidatura Miglior attore guest star in una serie commedia per Modern Family
  - 2013 – Candidatura Miglior attore guest star in una serie drammatica per The Good Wife
  - 2014 – Candidatura Miglior attore guest star in una serie commedia per Modern Family
  - 2022 – Miglior attore guest star in una serie commedia per Only Murders in the Building
  - Daytime Emmy Award
  - 1996 – Miglior attore in un programma d'animazione per Timon e Pumbaa
  - 2000 – Candidatura Miglior attore in un programma d'animazione per George e Martha
  - 2001 – Miglior attore in un programma d'animazione per Teacher's Pet
- Laurence Olivier Award
  - 2005 – Miglior attore in un musical per The Producers
- Drama Desk Award
  - 1983 – Candidatura Miglior attore non protagonista in un'opera teatrale per Present Laughter
  - 1990 – Miglior attore in un'opera teatrale per The Lisbon Traviata
  - 1992 – Miglior attore in un musical per Guys and Dolls
  - 1995 – Miglior attore non protagonista in un'opera teatrale per Love! Valour! Compassion!
  - 1996 – Miglior attore in un musical per A Funny Thing Happened on the Way to the Forum
  - 2001 – Miglior attore in un musical per The Producers
  - 2006 – Candidatura Miglior attore in un'opera teatrale per Dedication or The Stuff of Dreams
  - 2010 – Candidatura Miglior attore in un musical per The Addams Family
  - 2013 – Candidatura Miglior attore in un'opera teatrale per The Nance
  - 2017 – Candidatura Miglior attore non protagonista in un'opera teatrale per The Front Page
  - 2018 – Miglior attore non protagonista in un'opera teatrale per Angels in America
- Drama League Award
  - 2013 – Miglior interpretazione per The Nance
- Outer Critics Circle Award
  - 1990 – Candidatura Miglior attore in un'opera teatrale per The Lisbon Traviata
  - 1992 – Miglior attore in un musical per Guys and Dolls
  - 1995 – Miglior attore non protagonista in un'opera teatrale per Love! Valour! Compassion!
  - 1996 – Miglior attore in un musical per A Funny Thing Happened on the Way to the Forum
  - 2001 – Miglior attore in un musical per The Producers
  - 2009 – Candidatura Miglior attore in un'opera teatrale per Aspettando Godot
  - 2010 – Candidatura Miglior attore in un musical per The Addams Family
  - 2013 – Miglior attore in un'opera teatrale per The Nance
  - 2017 – Candidatura Miglior attore non protagonista in un'opera teatrale per The Front Page
  - 2018 Miglior attore non protagonista in un'opera teatrale per Angels in America
- Theatre World Award
  - 2019 – Premio alla carriera

## Doppiatori italiani
Nelle versioni in italiano delle opere in cui ha recitato, Nathan Lane è stato doppiato da:
- Teo Bellia in Modern Family, Carrie Pilby, The Gilded Age, Mid-Century Modern
- Marco Mete in The Producers - Una gaia commedia neonazista, Biancaneve, The English Teacher
- Stefano Mondini in Paura d'amare, Only Murders in the Bulding
- Gianni Bersanetti in Jeffrey, Beau ha paura
- Massimo Ranieri in Piume di struzzo, Un topolino sotto sfratto
- Eugenio Marinelli in Joseph il tenore, 30 Rock
- Gianni Giuliano in American Crime Story, The Blacklist
- Roberto Del Giudice in Dice lui, dice lei
- Pino Ammendola in Appuntamento da sogno!
- Gioacchino Maniscalco in A prima vista
- Giorgio Lopez in Swing Vote - Un uomo da 300 milioni di voti
- Carlo Reali in Ironweed
- Luciano Melani in Sex and the City
- Elio Pandolfi in Nicholas Nickleby
- Oliviero Dinelli in Cercasi superstar
- Roberto Stocchi ne Lo schiaccianoci 3D
- Francesco Vairano in Pene d'amor perdute
- Simone Mori in Frasier
- Carlo Cosolo in The Good Wife
- Enzo Avolio in Penny Dreadful: City of Angels
- Pierluigi Astore in Monsters: la storia di Lyle ed Erik Menendez

Da doppiatore è sostituito da:
- Roberto Pedicini in Timon e Pumbaa, Il re leone II - Il regno di Simba, Teacher's Pet
- Tonino Accolla ne Il re leone,[10] Il re leone 3 - Hakuna Matata
- Roberto Stafoggia ne Il re leone (canto)
- Vittorio Amandola in George e Martha
- Paolo Bonolis in Stuart Little - Un topolino in gamba
- Roberto Del Giudice in Stuart Little 2
- Oliviero Dinelli in Titan A.E.
- Roberto Stocchi in Stuart Little
- Francesco Vairano in Astro Boy
- Gigi in Spellbound - L'incantesimo